# Claudio Flores
Claudio Sebastían Flores (Colonia, 10 maggio 1976) è un ex calciatore uruguaiano, di ruolo portiere.

## Palmarès

### Club

#### Competizioni nazionali
- Campionato uruguaiano: 3

Peñarol: 1996, 1997, 1999